# Scarlet Hollow
Scarlet Hollow es una novela visual episódica desarrollada y distribuida por Black Tabby Games. Entró en acceso anticipado el 11 de junio de 2021 para los sistemas de Linux, macOS y Microsoft Windows. Desde 2024, cuatro episodios han sido lanzados de un total de siete.

## Jugabilidad
Scarlet Hollow es una novela visual con elementos de RPG. El jugador elige el nombre, género y trasfondo del protagonista, junto a dos características adicionales (dentro de siete opciones) que desbloquearán decisiones y opciones de diálogos únicas. Estas características son «Inteligencia de libros», «Inteligencia de calle», «Hablar con animales», «Atractivo», «Buen ojo», «Poderoso» y «Místico». También existe un «Modo Hardcore» (desbloqueable como una opción de Nueva partida+) que permite al jugador elegir tres características, pero al costo de cortar ciertos caminos de la historia que normalmente serían desbloqueados por dichas características.
El jugador puede influenciar la historia con sus decisiones y elecciones de diálogo, aunque gran parte de la historia básica permanece intacta. Algunas opciones están etiquetadas con la palabra «(Explorar)», lo cual, en la mayoría de los casos, significa que elegirlas no progresará la historia. La percepción de los personajes no jugables sobre el protagonista dependerá de un sistema oculto de cinco variables (abierto/cerrado, complaciente/adversario, perspicaz/obtuso, intrépido/pasivo, y fiable/no fiable) que cambiará según sus respuestas. En ciertos puntos, el jugador podría llegar a tener la opción de comenzar una relación romántica con ciertos NPC, aunque hacer eso bloqueará otras opciones de romance en lo que reste de la partida.

## Trama
El protagonista es invitado al funeral de su tía distanciada Pearlanne por su hija Tabitha, la nueva jefa de la alguna vez adinerada familia Scarlet. Viajan a Scarlet Hollow, Carolina del Norte, a un pequeño pueblo mantenido por las minas de carbón de Scarlet. El protagonista conoce a varios residentes incluyendo a la youtuber en criptozoología Stella. Ella los invita a filmar un video con ella en el bosque. Los dos descubren que unas criaturas llamadas «Ditchlings» han estado secuestrando animales pequeños y poniendo sus huevos dentro de ellos. El encuentro puede terminar con la muerte del granjero local, Duke, o el pug de Stella, Gretchen. El protagonista también se encuentra con Sam Wayne, un hombre aparentemente supernatural cuya cabeza está cubierta por un velo.
En el segundo día, el protagonista y Stella investigan las criaturas en la biblioteca con Kaneeka, la amiga de Stella, y el bibliotecario del pueblo, Oscar. Investigan las minas de carbón, donde se enteran potencialmente por los mineros que Wayne es un exminero de carbón y el exnovio de Tabitha. Cuando se van, ven a la hija de Oscar, Rosalina, colándose en una mina condenada con sus amigos. Adentro, Rosalina desahoga su frustración con Oscar por sacarla de su casa al decir que está maldita. El protagonista tiene una visión de su ancestro Enoch Scarlet ignorando los problemas de seguridad de la mina, resultando en un colapso mortal de la misma. En el presente, aparecen unas criaturas fantasmales mientras que la mina comienza a colapsar, y el protagonista debe elegir entre ayudar a Rosalina a escapar o volver a ayudar a sus amigos Becka y Alexis.
En el tercer día, el protagonista va a cenar con el amigo de Kaneeka y Stella, Reese, un hombre joven con una enfermedad crónica que se encuentra en gran parte confinado a su casa. Su madre, la Dra. Kelly, cuida de él y restringe su contacto con el mundo exterior, haciendo que él la resiente. El grupo se encuentra en la casa de Oscar y descubre que está embrujada por el fantasma de Charles Shaw Jr., el amante de la antepasada Edwardine Scarlet, quien luego fue asesinado por ella. Charles exige que Tabitha o el protagonista pague la deuda que su familia tiene con él sacrificando años de sus propias vidas para que se vuelvan de mediana edad. Luego, una Stella molesta abandona la escena.
En el cuarto día, Stella sigue desaparecida. Los mineros han comenzado una huelga debido a los eventos recientes. El protagonista visita secretamente a Reese y podrá descubrir que su madre lo ha estado envenenando con ricina durante años, causando su enfermedad. Reese, sin su «medicación» y enfurecido por el engaño de su madre, se transforma en una bestia. La Dra. Kelly revela que Reese fue concebido supernaturalmente, y que lo envenenó como una forma de suprimir sus transformaciones. El encuentro puede terminar con la muerte de Reese, su encarcelamiento prolongado, o su escape. El protagonista es visitado nuevamente por Wayne, quien lo instruye para que investigue la finca Scarlet.

## Desarrollo
Scarlet Hollow fue desarrollado por Black Tabby Games, un estudio de juegos independiente que consiste únicamente de la pareja casada de Abby Howard y Tony Howard-Arias, originalmente fundado en Boston antes de mudarse a Toronto. Tuvieron una campaña de financiamiento en Kickstarter en 2020 para el juego. Las influencias de Scarlet Hollow incluyen a Life is Strange, Twin Peaks y Gravity Falls.
El episodio 1 fue lanzado como una demo en 2020, y el episodio 2 fue lanzado al año siguiente.
Siguiendo el lanzamiento del episodio 3, la pareja decidió lanzar un segundo juego no episódico que financiaría el resto de Scarlet Hollow. Ese juego, Slay the Princess, fue lanzado en 2023 y fue lo suficientemente exitoso para financiar el resto del ciclo de desarrollo de Scarlet Hollow. El episodio 4 fue lanzado a finales del 2022.

## Recepción
Analizando el episodio 1, Emma Matthews de PC Gamer aclamó el entorno del juego y su implementación del sistema de características. Rachel Weber de GamesRadar+ habló de forma positiva acerca del arte dibujado a mano y el diálogo del juego, diciendo que «la historia hace eco de Shirley Jackson, con el diálogo ágil de un éxito de Netflix, y el estilo de dibujo lo mantiene todo unido como una hermosa telaraña hilada con tinta digital». Escribiendo para The Escapist, Amy Davidson elogió el tono y el ritmo del primer episodio. CGMagazine puntuó al episodio un 8/10 mientras enfocaba los elogios en los personajes y el entorno. John Walker de Kotaku llamó a la versión de acceso anticipado de Scarlet Hollow uno de los mejores juegos de 2021. También listó a los episodios 3 y 4 dentro de los mejores juegos de 2022.